# Boysuntov
Boysuntov (Bajsuntau; uzb. Boysuntov tizmasi, ros. хребет Байсунтау – chriebiet Bajsuntau) – pasmo górskie w południowo-wschodnim Uzbekistanie, na południowy zachód od Gór Hisarskich. Rozciąga się na długości ok. 150 km. Najwyższy szczyt Xoʻjapiryox – 4424 m n.p.m. Pasmo zbudowane z wapieni, piaskowców i iłów. Dolne partie porośnięte roślinnością półpustynną; w wyższych partiach występują lasy jałowcowe i łąki alpejskie.